# Ahmedpur Sial
Ahmedpur Sial (urdu: احمد پُورسیال‬)– miasto w Pakistanie, w prowincji Pendżab. W 2017 roku liczyło 31 216 mieszkańców.